# Đồng Dao
Đồng Dao (tiếng Trung: 童瑶; sinh ngày 11 tháng 8 năm 1985) là một nữ diễn viên người Trung Quốc. Cô được biết đến nhiều nhất trong phim với vai diễn Tuệ Hiền Hoàng quý phi Cao Hi Nguyệt trong Như Ý truyện (2018), Tống Vận Bình trong Đại Giang Đại Hà (2019) và nhân vật Cố Giai trong 30 Thôi Mà.
Năm 2019, nhờ vai diễn Tống Vận Bình trong Đại Giang Đại Hà, cô đã xuất sắc giành được giải thưởng Nữ diễn viên phụ xuất sắc nhất tại Giải Bạch Ngọc Lan lần thứ 25. Sau đó 1 năm, cũng nhờ vai diễn này cô đã tiếp tục mang về cho mình giải thưởng Nữ diễn viên xuất sắc nhất (Thị hậu) tại Giải Kim Ưng lần thứ 30. Thành công nối tiếp thành công, vào năm 2021 nhờ phần thể hiện đầy xuất sắc trong 30 thôi mà, cô tiếp tục mang về cho mình giải thưởng Nữ diễn viên chính xuất sắc nhất (Thị hậu) tại Giải Bạch Ngọc Lan lần thứ 27. Chỉ trong vòng 3 năm, cô đã trở thành nữ diễn viên đầu tiên sinh sau năm 1985 sở hữu cho mình 2 trong số 3 giải Thị Hậu tại 3 giải thưởng Truyền hình danh giá bậc nhất tại Trung Quốc (Giải Kim Ưng, Giải Bạch Ngọc Lan và Giải Phi thiên)

## Học vấn
Năm 1996, cô theo học Trường Nghệ thuật Ca múa Trung Quốc ở Bắc Kinh. Cô trở lại Côn Minh vào năm sau, khi cô được nhận vào Trường Nghệ thuật Côn Minh. Cô đã dành một năm để nghiên cứu Hulusi, một nhạc cụ hơi bằng sậy miễn phí từ Trung Quốc và bang Shan. Cô thi vào Học viện Hí kịch Trung ương năm 2002 và đạt được Thủ khoa đầu vào chuyên ngành diễn xuất.

## Sự nghiệp
Năm 2002, Đồng Dao xuất hiện lần đầu trên truyền hình trong Tracks In The Snowy Forest, đóng vai một nhân viên y tế trong Quân đội Thống nhất Dân chủ Đông Bắc tên là Bai Ru.
Năm 2006, Đồng Dao đã tích lũy được thành viên của các bộ phim truyền hình như Mặt trời của tôi, Walking Duster và Life of Dragon and Tiger. Cô đã có một vai nhỏ Phan Ánh trong Thiếu niên Dương gia tướng, một bộ phim truyền hình lịch sử.
Đồng Dao đã xuất hiện với tư cách khách mời trong Moonlight Lady (2007), một bộ phim truyền hình cổ trang dựa trên cuộc đời có thật của nhà thơ Lý Thanh Chiếu thời Tống. Cùng năm đó, cô cũng xuất hiện trong Lặp lại lỗi và Tôi muốn hiểu bạn.
Năm 2008, cô đóng chung với Lâm Thần trong bộ phim hài lãng mạn Sợ nói yêu em, đây là bộ phim đầu tay của cô. Trong năm sau, Đồng Dao xuất hiện trong bộ phim Nine Dragon Jade, trong đó cô đóng vai You Erjie.
Tác phẩm năm 2010 của cô bao gồm Món ăn đơn giản, Lôi Phong, Danh dự quân sự, Gió lên ngọn đèo đầu tiên và Qiao Longbiao. Cùng năm đó, cô đóng cùng Từ Thiếu Dương trong bộ phim kinh dị ăn khách Snapper.
Năm 2011, Đồng Dao được chọn tham gia bộ phim hài A Big Deal.
Với vai trò nữ diễn viên chính, cô đã đóng chung với Lưu Duy và Ni Ping trong bộ phim hài lãng mạn Wings (2012). Và cô đóng vai chính với vai May, tái hợp cô với bạn diễn Chen Bolin, người đóng vai tình yêu lãng mạn của cô, trong Snowfall in Taipei, một bộ phim chuyển thể dựa trên tiểu thuyết cùng tên của Nhật Bản. Cùng năm đó, cô tham gia bộ phim chiến tranh Militia Ge Erdan, đóng vai vợ của nhân vật do diễn viên Hoàng Bột thủ vai.
Năm 2013, Đồng Dao đóng vai nữ chính trong bộ phim truyền hình lãng mạn chủ đề kinh doanh Day of Redemption.
Đồng Dao đóng vai Annie Yang, vai chính trong bộ phim To Love Somebody của đạo diễn Francis Sung. Cô đã có một vai phụ trong The White Haired Witch of Lunar Kingdom, một bộ phim về phái mạnh giả tưởng.  Cô đóng cặp với Trương Hâm Nghệ và Tưởng Hân trong bộ phim truyền hình Three Bosom Girls.
Năm 2015, cô đóng vai người yêu Lý Thần trong bộ phim truyền hình Boys to Men.
Trong năm 2016, ba tác phẩm truyền hình mà cô ấy tham gia là Mẹ kế Xu Duoduo, Bạn gái cay của tôi và Tùy chỉnh hạnh phúc đã được công chiếu.
Năm 2018, Đồng Dao đóng vai phụ quan trọng trong bộ phim cổ trang Như Ý truyện, cùng với Hoắc Kiến Hoa và Châu Tấn. Cô đã trở nên nổi tiếng nhờ vai diễn Cao Hi Nguyệt. Cùng năm, cô đóng vai chính trong bộ phim truyền hình truyền kỳ Đại Giang Đại Hà. Diễn xuất của cô đã mang về cho cô giải Nữ diễn viên phụ xuất sắc nhất tại Lễ trao giải Bạch Ngọc Lan.
Năm 2019, Đồng Dao được chọn tham gia bộ phim truyền hình hiện đại với vai nữ chính (nhị phiên) là 30 Thôi Mà.
Năm 2020, Đồng Dao bắt đầu quay bộ phim truyền hình điệp viên Kẻ Phản Nghich đóng cặp cùng Chu Nhất Long.

## Đời tư
Vào ngày 1 tháng 10 năm 2019, Đồng Dao và Vương Nhiễm (王冉), hơn cô mười bảy tuổi, kết hôn trong một lâu đài cổ ở Ý. Vương Nhiễm tốt nghiệp Đại học Harvard và là Giám đốc điều hành của CEC Capital.

## Danh sách phim

### Phim điện ảnh
| Năm  | Tiêu đề tiếng Việt                          | Tiêu đề tiếng Trung  | Vai trò     | Ghi chú |
| ---- | ------------------------------------------- | -------------------- | ----------- | ------- |
| 2008 | Sợ nói yêu em                               | 不敢说爱你           | Lan Xin     |         |
| 2009 | Ngọc Cửu Long                               | 九龙佩               | Bạn Erjie   |         |
| 2009 | Tuyết rơi ở Đài Bắc                         | 台北飘雪             | May         | [ 33 ]  |
| 2010 | Cá hồng                                     | 食人草               | Xiao Bai    |         |
| 2011 | Một thỏa thuận lớn                          | 巨额交易             | Chen Shu    |         |
| 2012 | Cánh                                        | 最长的拥抱           | Xiao Bei    |         |
| 2013 | Ngày chuộc lỗi                              | 早见，晚爱           | Zhou Ting   |         |
| 2014 | Yêu ai đó                                   | 求爱嫁期             | Annie Yang  |         |
| 2014 | Phù thủy tóc trắng của Vương quốc mặt trăng | 白发魔女传之明月天国 | Ke Pingting |         |
| 2016 | Đêm giao thừa của Old Lee                   | 过年好               |             | Cameo   |

### Phim truyền hình
| Năm  | Tên phim                              | Tên tiếng Trung    | Vai diễn       | Ghi chú         |
| ---- | ------------------------------------- | ------------------ | -------------- | --------------- |
| 2004 | Lâm hải tuyết nguyên                  | 林海雪原           | Bai Ru         |                 |
| 2006 | Ngã đích thái dương                   | 我的太阳           |                |                 |
| 2006 | Hành tẩu đích kê mao đàn tử           | 行走的鸡毛掸子     | Xiu Yu         |                 |
| 2006 | Long hổ nhân sanh 2                   | 龙虎人生2          | Fang Shuqing   |                 |
| 2006 | Thiếu niên Dương gia tướng            | 少年杨家将         | Phan Ánh       |                 |
| 2007 | Nhất thác tái thác                    | 一错再错           | Fang Xiaorui   |                 |
| 2008 | Thương tình                           | 伤情               | Zhang Zixuan   | [ 34 ]          |
| 2010 | Cô thường thái                        | 家常菜             | Wen Yuan       | [ 35 ]          |
| 2010 | Quân nhân vinh dự                     | 军人荣誉           | Wu Xiaoli      | [ 36 ]          |
| 2010 | Phong khởi đệ nhất loan               | 风起第一关         | Trần Viên Viên | không phát sóng |
| 2011 | Kiều long tiêu                        | 桥隆飙             | Xiao Bailong   | [ 37 ]          |
| 2011 | Lei Feng                              | 雷锋               | Ning Xiaohui   | [ 38 ]          |
| 2012 | A Unique Militiman                    | 民兵葛二蛋         | Meng Xizi      |                 |
| 2013 | Single Child's Grandmother and Mother | 独生子女的婆婆妈妈 | Li Xiaoman     | [ 39 ]          |
| 2013 | Đại chưởng môn                        | 大掌门             | Shen Fang      | [ 40 ]          |
| 2014 | Three Bosom Girls                     | 新闺蜜时代         | Zhou Xiaobei   |                 |
| 2015 | Boys to Men                           | 爸爸快长大         | Wang Shanshan  |                 |
| 2016 | Stepmother Xu Duoduo                  | 后妈许多多         | Xu Duoduo      |                 |
| 2016 | My Spicy Girlfriend                   | 转身遇到你         | Wan Xinxin     |                 |
| 2016 | Customize Happiness                   | 定制幸福           | Tiao Xiaoni    |                 |
| 2016 | Hero Dog 2                            | 神犬小七2          | Lu Xin         | Cameo           |
| 2018 | Như Ý truyện                          | 如懿传             | Cao Hi Nguyệt  |                 |
| 2018 | Kiều gia đại viện 2                   | 乔家大院之光明之路 | Lian Hua       | [ 41 ]          |
| 2018 | Đại Giang Đại Hà                      | 大江大河           | Tống Vận Bình  | [ 27 ]          |
| 2018 | Tương Dạ                              | 将夜               | Li Yu          | [ 42 ]          |
| 2020 | Cô ấy không hoàn hảo                  | 不完美的她         | Gao Shan       | [ 43 ]          |
| 2020 | Thanh phong minh nguyệt giai nhân     | 清风明月佳人       | Cai Chuchu     |                 |
| 2020 | Ai nói tôi không thể kết hôn          | 我不是结不了婚     | Cheng Lu       | [ 44 ]          |
| 2020 | 30 chưa phải là hết                   | 三十而已           | Cố Giai        |                 |
| 2021 | Kẻ phản nghịch                        | 叛逆者             | Zhu Yizhen     |                 |
| TBA  | Tâm cư                                | 心居               | Gu Qingyu      |                 |
| TBA  | Life Tree                             | 生命树             |                |                 |

## Đại diện/Đại ngôn
Từ năm 2020, Đồng Dao trở thành đại sứ Trung Quốc cho thương hiệu mỹ phẩm cao cấp Estée Lauder. Từ tháng 4 năm 2021, cô được chọn làm đại sứ thương hiệu cho dòng túi xách Crossroad của thương hiệu thời trang cao cấp Armani tại khu vực Trung Quốc.
Vào ngày 21 tháng 9 năm 2020, thương hiệu đồ lót và phong cách sống NEIWAI chính thức thông báo rằng Đồng Dao sẽ trở thành đại sứ thương hiệu của mình.

## Giải thưởng
| Năm  | Giải thưởng                                                      | Mục                                                         | Vai diễn được đề cử                       | Kết quả   | Tham khảo |
| ---- | ---------------------------------------------------------------- | ----------------------------------------------------------- | ----------------------------------------- | --------- | --------- |
| 2018 | Quốc Kịch Thịnh Điển lần thứ 10                                  | Diễn viên được chú ý nhất trên các phương tiện truyền thông | Như Ý truyện                              | Đoạt giải | [ 50 ]    |
| 2019 | 4th China Quality Television Drama Ceremony                      | Diễn viên có màn thể hiện xuất sắc nhất năm                 | —                                         | Đoạt giải | [ 51 ]    |
| 2019 | Giải Bạch Ngọc Lan lần thứ 25                                    | Nữ diễn viên phụ xuất sắc nhất                              | Đại Giang Đại Hà                          | Đoạt giải | [ 52 ]    |
| 2019 | 7th WenRong TV Awards                                            | Nữ diễn viên phụ xuất sắc nhất                              | Đại Giang Đại Hà                          | Đề cử     |           |
| 2019 | Lễ trao giải diễn viên truyền hình xuất sắc Trung Quốc lần thứ 6 | Best Actress (Emerald Category)                             | Đại Giang Đại Hà                          | Đề cử     | [ 53 ]    |
| 2019 | Golden Bud - The Fourth Network Film And Television Festival     | Best Actress                                                | Đại Giang Đại Hà                          | Đề cử     | [ 54 ]    |
| 2020 | Giải Phi thiên lần thứ 32                                        | Nữ diễn viên xuất sắc nhất                                  | Đại Giang Đại Hà                          | Đề cử     |           |
| 2020 | Giải Kim Ưng lần thứ 30                                          | Nữ diễn viên xuất sắc nhất                                  | Đại Giang Đại Hà                          | Đoạt giải | [ 55 ]    |
| 2020 | Lễ trao giải diễn viên truyền hình xuất sắc Trung Quốc lần thứ 7 | Best Actress (Emerald)                                      | —                                         | Đề cử     | [ 56 ]    |
| 2020 | Quốc Kịch Thịnh Điển lần thứ 12                                  | Nữ diễn viên chính xuất sắc nhất                            | 30 mà thôi & Ai Nói Tôi Không Thể Kết Hôn | Đoạt giải | [ 57 ]    |
| 2020 | 3rd Sir Movie Cultural And Entertainment Industry Awards         | Best Actress                                                | 30 mà thôi                                | Đề cử     |           |
| 2020 | Giải Hoa Đỉnh lần thứ 29                                         | Nữ diễn viên chính xuất sắc nhất (mảng Truyền hình)         | 30 mà thôi                                | Đề cử     | [ 58 ]    |
| 2020 | Giải thưởng truyền hình và điện ảnh Tencent Video lần thứ 5      | Nữ diễn viên truyền hình chất lượng của năm                 | 30 mà thôi                                | Đoạt giải | [ 59 ]    |
| 2020 | 1st iFeng Film and TV Awards                                     | Best Actress (TV)                                           | 30 mà thôi                                | Đề cử     | [ 60 ]    |
| 2021 | Giải Bạch Ngọc Lan lần thứ 27                                    | Nữ diễn viên chính xuất sắc nhất                            | 30 mà thôi                                | Đoạt giải | [ 61 ]    |
| 2022 | Giải Phi thiên lần thứ 33                                        | Nữ diễn viên xuất sắc nhất                                  | Kẻ phản nghịch                            | Đề cử     | [ 62 ]    |